# 2022
2022 (MMXXII) — невисокосний рік, що почався у суботу за григоріанським календарем.
У 2022 році більшість країн скасували або суттєво пом'якшили обмеження, пов'язані з пандемією COVID-19, у тому числі і для перетину кордонів, а масова вакцинація населення продовжилась. Разом з тим, тривав і процес відновлення світової економіки від наслідків пандемії, хоча в багатьох країнах відбувся сплеск інфляції, а чимало центральних банків були змушені підвищити свої облікові ставки. У листопаді 2022 року населення Землі перевищило 8 мільярдів осіб.
Російське вторгнення в Україну стало найбільшим збройним конфліктом у Європі з часів Другої світової війни, спричинило міграційну кризу і переміщення 15,7 мільйонів українців (8 мільйонів внутрішньо переміщених осіб та 7,7 мільйонів біженців), призвело до застосування міжнародних санкцій проти держави-агресора, ядерних загроз, виведення сотень компаній з Росії та її усунення від великих спортивних подій.
У зв'язку з цим відбулась і низка подій, що прискорила подальше розширення європейських та євроатлантичних структур. Фінляндія та Швеція офіційно подали заявки на вступ до НАТО, Україна, Молдова, а згодом і Боснія та Герцеговина отримали статус країн-кандидатів на вступ до Європейського Союзу, а Північна Македонія та Албанія розпочали переговори про вступ.
У 2022 році померли багато видатних діячів, зокрема лідери держав Мадлен Олбрайт, Сіндзо Абе, Михайло Горбачов, королева Єлизавета II, Цзян Цземінь і Папа Римський на спокої Бенедикт XVI; митці Сідні Пуатьє, Вангеліс, Олівія Ньютон-Джон, Жан-Люк Годар, Анджела Ленсбері, Роббі Колтрейн; футболіст Пеле.
Україна втратила першого Президента України Леоніда Кравчука, акторку Руслану Писанку, колишніх політв'язнів та борців за незалежність Івана Дзюбу, Дарію Гусяк та Юрія Шухевича.

## Події
- Зимові олімпійські ігри.
- Вихід у прокат художнього фільму Аватар 2.
- 24 лютого — російське вторгнення в Україну.
- 28 лютого — останній день, коли можна буде повернути купюри португальського ескудо останнього випуску у центральний банк Португалії для обміну на євро.
- 1 березня — початок Блокади Маріуполя.
- 31 липня — початок сербсько-косовської кризи.
- 3 серпня — міністерство оборони Азербайджану оголосило про початок проведення антитерористичної операції у Нагірному Карабасі.
- 16 серпня — Туреччина оголосила про початок воєнної операції у Сирії.[7]
- Чемпіонат світу з футболу (21 листопада — 18 грудня, Катар). Чемпіоном світу стала збірна Аргентини.

### Міжнародні відносини
- 20 січня — Генасамблея ООН підтримала внесену Німеччиною та Ізраїлем резолюцію, яка відкидає і беззастережно засуджує будь-яке заперечення Голокосту як історичної події.
- 28 квітня — Конгрес США вперше за 81 рік ухвалив програму ленд-лізу для України в умовах російського вторгнення.[8][9]
- 9 травня — Президент Сполучених Штатів Америки Джо Байден підписав Закон S.3522 про ленд-ліз для захисту демократії в Україні та боротьби проти Російської Федерації

### Аварії та катастрофи
- 7 січня — На Галапагоських островах почалося виверження вулкану Wolf, який не прокидався 7 років.[10][11]
- 17 січня
  - У Королівстві Тонга на півдні Тихого океану відбулося сильне виверження вулкана.[12][13]
  - У Румунії зафіксували землетрус магнітудою 4,4 бала, підземні поштовхи відчувалися і на території Одеської області.[14][15]

### Наука і техніка
- 13 січня — Американська компанія SpaceX, яка належить підприємцю Ілону Маску, запустила у космос український супутник «Січ-2-30».[16][17]
- 17 січня — У Китаї вивели на навколоземну орбіту експериментальний супутник «Шиянь-13»[18][19]
- 30 листопада — компанія OpenAI презентувала ChatGPT, мовної моделі штучного інтелекту у вигляді чат-бота для всіх бажаючих.

## Астрономічні події року
- 30 квітня — часткове сонячне затемнення, видиме на півдні Південної Америки та в районі Антарктичного півострова.
- 15-16 травня — повне місячне затемнення, яке видно у Південній Америці, Антарктиді та в південно-східній частині Північної Америки.
- 25 жовтня — часткове сонячне затемнення, яке можна буде спостерігати у Європі.
- 7-8 листопада — повне місячне затемнення, яке видно у Азійсько-Тихоокеанському регіоні.

## Вигадані події
- Запуск першої у світі VRMMO гри Sword Art Online